# Прайс, Шанель
Шанель Прайс — американская легкоатлетка, которая специализируется в беге на 800 метров. Серебряная призёрка Панамериканских игр среди юниоров 2009 года. В 2007 году заняла 6-е место на чемпионате мира среди юношей.

## Биография
Родилась в семье Гарри и Иоланды прайс. У неё есть брат Доминик.

## Достижения
Бриллиантовая лига
- 2014:  Qatar Athletic Super Grand Prix — 1.59,75